# David Schneider (aktor)
David Schneider (ur. 22 maja 1963 w Londynie) – brytyjski aktor.
Zagrał kilka małych ról, m.in. w filmie 28 dni później (jako naukowiec), A Knight's Tale, Mission: Impossible. Najbardziej jest znany ze swojej pracy w brytyjskiej telewizji, gdzie grał role komediowe (m.in. sitcom Gimme Gimme Gimme).